# Archidendron bigeminum
Archidendron bigeminum es una especie de árbol perteneciente a la familia de las fabáceas. Es originaria de la India y de Sri Lanka.
World Conservation Monitoring Centre (WCMC) en el año 1998 IUCN Redlist trató a Abarema bigemina y Pithecellobium gracile como especies vulnerables. Estos son considerados sinónimos de Archidendron bigeminum. Puede ser que la población que se encuentra en la India consista en una variedad de la que se encuentra en Sri Lanka.

## Taxonomía
Archidendron bigeminum fue descrita por (L.) I.C.Nielsen  y publicado en Opera Botanica 76: 73. 1984[1985].
Sinonimia
- Abarema abeywickramae Kosterm.
- Abarema bigemina (L.) Kosterm.
- Abarema monadelpha (Roxb.) Kosterm.
- Abarema monadelpha (Roxb.) Kosterm. var. gracile (Bedd.) Kosterm.
- Archidendron monadelphum (Roxb.) I.C.Nielsen
- Archidendron monadelphum (Roxb.) I.C.Nielsen var. gracile (Bedd.) Sanjappa
- Inga bigemina (L.) Willd.
- Mimosa bigemina L.
- Mimosa monadelpha Roxb.
- Pithecellobium bigeminum (L.) Mart.
- Pithecellobium bigemium (L.) Mart.
- Pithecellobium gracile Bedd.
- Pithecellobium nicobaricum Prain[3][5]